# Bathydoris hodgsoni
Espèce
Bathydoris hodgsoni est une espèce de nudibranches de la famille des Bathydorididae.